# Sandra Espeseth
Sandra Espeseth (Maple Ridge, 28 marzo 1963) è un'ex cestista canadese.

## Carriera
Con il Canada ha disputato i Campionati mondiali del 1986 e i Giochi panamericani di Indianapolis 1987.